# Osvaldo Ozzán
Osvaldo Rafael Ozzán (Berazategui, Argentina. 25 de enero de 1970) es un futbolista argentino retirado. Juega de mediocampista y el último equipo en el que militó fue el Unión Central de Bolivia.

## Clubes
| Club                 | País      | Año       |
| -------------------- | --------- | --------- |
| San Lorenzo          | Argentina | 1989-1991 |
| Cúcuta Deportivo     | Colombia  | 1992      |
| Huachipato           | Chile     | 1993      |
| Cobresal             | Chile     | 1994      |
| Deportes Antofagasta | Chile     | 1995      |
| Oriente Petrolero    | Bolivia   | 1995-1996 |
| Deportivo Quito      | Ecuador   | 1997      |
| Oriente Petrolero    | Bolivia   | 1998      |
| Blooming             | Bolivia   | 1998-1999 |
| Real Santa Cruz      | Bolivia   | 2000-2001 |
| Guabirá              | Bolivia   | 2002      |
| Unión Central        | Bolivia   | 2003      |